# Les Quatre Doigts du Dieu Lune
Les Quatre Doigts du Dieu Lune est le 6e album de la série de bande dessinée Papyrus de Lucien De Gieter. L'ouvrage est publié en 1983.